# Aborto en Venezuela
El aborto en Venezuela, entendido como interrupción voluntaria del embarazo o aborto provocado, es penalizado por el Código Penal del año 2000 excepto cuando existen amenazas a la salud de la mujer. Dicho código establece de seis meses a dos años de prisión para la mujer que se ha provocado un aborto, y la pena para un médico u otra persona que realiza el procedimiento con el consentimiento de la mujer es de doce a treinta meses; sin embargo, si la mujer muere la pena aumenta de cuatro a seis años; la pena máxima es de doce años en los casos que el aborto no es consentido por la mujer y le provoca la muerte.
De manera extraoficial, de acuerdo con un estudio realizado en 2018 por la Asociación Venezolana para la Educación Sexual Alternativa (Avesa) en 5 centros de salud del país, esta asociación aseguró que por cada cuatro partos atendidos existía un aborto clandestino. Asimismo, este ente indicó que el aborto inseguro es la tercera causa de muerte materna en Venezuela.

## Terminología
Cualquier método quirúrgico o médico de interrupción de un embarazo puede clasificarse como aborto inducido. Un aborto clandestino es aquel que no se realiza bajo la debida atención médica o condiciones seguras. Dado que el aborto es ilegal en Venezuela, un procedimiento clandestino suele ser la única opción que tiene una mujer para interrumpir un embarazo no deseado, a menos que se enfrente a ciertas condiciones
La política de Venezuela sobre el aborto sigue el "modelo de indicaciones", lo que significa que está permitido solo cuando el embarazo es una amenaza para la salud de la mujer embarazada o el feto no puede vivir fuera del útero.

## Legislación
Venezuela aprobó en 1926 una ley que prohibía el aborto que no se modificó hasta el año 2000, cuando una reforma permitió el procedimiento si la vida de la mujer corría peligro. Una cláusula del Código Penal venezolano reduce la pena "si el autor del aborto lo comete para salvar el honor de su madre, esposa o hijos". El artículo 340 del Código Penal establece que
"la mujer que intencionalmente abortare valiéndose de medios empleados por ella misma o por un tercero con su consentimiento, será sancionada con prisión de 6 meses a 2 años". 
El artículo 433 ofrece una excepción: 
"una persona practicar un aborto no incurrirá en pena alguna si es una medida indispensable para salvar la vida de la madre.”
Existen casos en que la pena puede disminuir:

Artículo 436: Las penas establecidas en los artículos precedentes se disminuirán en la proporción de uno a dos tercios y el presidio se convertirá en prisión, en el caso de que el autor del aborto lo hubiere cometido por salvar su propio honor o la honra de su esposa, de su madre, de su descendiente, de su hermana o de su hija adoptiva.
Código Penal de Venezuela

## Historia
La crisis económica en Venezuela ha servido como otra influencia en la política. Algunos grupos están combatiendo las políticas para luchar por el derecho al aborto. La crisis también ha llevado a una disminución en el acceso a los anticonceptivos y ha provocado que muchas mujeres recurran a la esterilización y el aborto como método de planificación familiar.
Muchas organizaciones no gubernamentales provida del país dejaron de brindar apoyo o desaparecieron tras la detención en octubre de 2020 de Vannesa Rosales, activista del estado Mérida, luego de ayudar a abortar a una víctima de violación sexual. Otras 4 organizaciones feministas ajenas a los derechos reproductivos dejaron de funcionar tras recibir amenazas.

## Acceso a anticonceptivos
Junto con la atención médica, particularmente afectados están el acceso de los venezolanos a los anticonceptivos. Según una estimación de 2019, alrededor del 90% de los venezolanos no tenían acceso a métodos anticonceptivos. Dado que los anticonceptivos no se consideran un "medicamento esencial", su escasez es aún mayor que la de los medicamentos no anticonceptivos. Los pocos anticonceptivos disponibles están sujetos a altas tasas de inflación.
Por ejemplo, un paquete de tres condones puede costar el salario mínimo de varias semanas y una caja de píldoras anticonceptivas puede costar casi el salario de un año al mismo precio, lo que las hace prácticamente inasequibles para los ciudadanos. A partir de 2021, los vendedores informales a menudo han ofrecido píldoras anticonceptivas y misoprostol en plataformas en línea como Facebook, Mercado en línea y MercadoLibre, el mercado en línea más popular de América Latina, así como anunciado en sitios de redes sociales como Instagram y Twitter.

### Misoprostol
El misoprostol es un fármaco que se puede utilizar para inducir el parto y provocar un aborto con medicamentos, que es cualquier aborto realizado mediante fármacos. Debido al estatus legal del aborto, los venezolanos a menudo obtienen misoprostol a través del mercado negro, lo cual es costoso y pone en riesgo a la madre.
El misoprostol, aunque se encuentra entre las formas más seguras de aborto clandestino, puede ser peligroso si no se toma bajo supervisión médica. Puede causar hemorragia y otros efectos adversos como infección. Si no se trata, podría provocar la muerte. Se estima que alrededor de 6.000 mujeres mueren cada año solo en América Latina a causa de abortos inseguros. Los abortos inseguros, incluidos los realizados con misoprostol, contribuyen significativamente a la mortalidad materna y femenina en general en Venezuela.
En Venezuela, el acceso al misoprostol está restringido y generalmente se requiere una receta médica para su adquisición. Las farmacias autorizadas son el lugar más seguro para obtener este medicamento de manera legal. Aunque algunas páginas como: "Cytotec Venezuela Original" lo ofrecen.

## Esterilización y aborto
Para la mayoría, los altos precios de los anticonceptivos los obligan a recurrir a la abstinencia o a la esterilización. Aunque el procedimiento de esterilización es costoso, algunos prefieren pagar por el cuidado de los niños que no pueden pagar. Esto se hace en lugar de abortos clandestinos posteriores. The Intercept informa que algunas de las mujeres que optan por la esterilización tienen tan solo 14 años.

## Activismo social
Durante la presidencia de Hugo Chávez, se formaron grupos como Feministas en Acción Libre y Directa por Abortos Seguros en Revolución para abogar por poner fin a los peligrosos abortos clandestinos. Después de que se formó la Asamblea Nacional Constituyente de Venezuela de 2017 y el Congreso de la Nación Argentina celebrara una votación para legalizar el aborto, activistas por los derechos de las mujeres y LGBT presentaron a la Asamblea una serie de propuestas para legalizar el aborto y expandir los derechos sexuales y reproductivos el 20 de junio de 2018.
Otros esfuerzos para apoyar el movimiento incluyen los esfuerzos de un grupo para usar una línea telefónica directa para informar a las mujeres sobre cómo tener un aborto seguro. Esta línea directa brinda a las mujeres la capacidad de tomar una decisión informada acerca de proceder con un aborto. Sin embargo, no cambia el estatus legal del aborto en Venezuela, ni brinda a las mujeres acceso a atención médica.

## Iglesia Católica
Las leyes del aborto son debatidas por aquellos con creencias católicas, ya que algunos católicos sostienen que las formas 'artificiales' de control de la natalidad no se alinean con el código moral católico, y "que el aborto es el resultado de una práctica generalizada". inmoralidad e ignorancia.” Las protestas contra las leyes que restringen el aborto han suscitado preocupación en la comunidad católica; en mayo de 2006, el Papa Benedicto XVI se reunió con el presidente Hugo Chávez y expresó su preocupación de que podría relajar las leyes de aborto en Venezuela.